# رزیقات قبلی (اقصر)
رزیقات قبلی (به عربی: الرزيقات القبلية)، روستایی از توابع ارمنت در استان اقصر و کشور مصر است.

## جمعیت
براساس سرشماری سال ۲۰۰۶ مصر، جمعیت آن ۹۳۱۳ نفر(۴۷۱۸ مرد و  ۴۵۹۵ زن) بوده‌است.